# Mary Germaine
Mary Germaine (Londres, 28 de março de 1933 – ?) foi uma atriz de cinema britânica.

## Filmografia selecionada
- Laughter in Paradise (1949)
- Where's Charley? (1952)
- The Floating Dutchman (1952)
- Father's Doing Fine (1952)
- House of Blackmail (1953)
- Out of the Clouds (1954)
- The Green Carnation (1955)